# Cervidellus minimus
Cervidellus minimus är en rundmaskart. Cervidellus minimus ingår i släktet Cervidellus och familjen Cephalobidae. Inga underarter finns listade i Catalogue of Life.